# Врачеський монастир
Врачеський монастир Сорока Святих мучеників — це діючий монастир Православної церкви Болгарії, частина Ловчанської єпархії.

## Розташування
Розташований за 5 км на захід від села Врачеш, за 10 км від Ботевграда.

## Історія
Врачеський монастир був заснований у XIII ст. Після битви при Клокотниці, коли цар Іван Асен II переміг епірського правителя Феодора Комнина. Битва відбулася у день, коли святкується пам'ять Сорока святих мучеників і на знак подяки цар-переможець на їх честь побудував багато церков і монастирів, які носять їхнє ім'я. При створенні монастир був чоловічим, брати монахи старанно розшифровували і поширювали богослужбові книги. У XVII столітті діяла церковна школа. У XV і в XVIII був спалений. Монастир поринає в забуття до 1890 року. В 1891 році на старому фундаменті найвідоміший майстер в Ботевградському краї Вуно Марков побудував невелику церкву. В монастирі відновлюється монастирське життя. Спочатку в ньому перебували ченці- чоловіки, а з 1937 року в монастирі з'являється жіночий гуртожиток, перша ігуменя якого — мати Касіана. В даний час діє.

## Архітектура
Являє собою комплекс з церкви, житлових та господарських споруд. Монастирська церква — однонефна, одноабсидна, безкупольна, з внутрішнім і відкритим притвором, над яким височіє дзвіниця. В одному з житлових будинків пізніше було побудовано каплицю, присвячену Св. Клименту Охридського. У безпосередній близькості від монастиря, на правому березі річки є монастирське мінеральне джерело. Над монастирем підноситься гострий пік, на якому знаходяться залишки фортеці Градіштє (Чешковград).
В наш час монастир оголошений пам'яткою культури.